# Nachal Chagav
Nachal Chagav (hebrejsky נחל חגב) je vádí v jižním Izraeli, v severní části Negevské pouště.
Začíná v nadmořské výšce přes 400 metrů západně od experimentální farmy Chavat Mašaš, nedaleko od křižovatky dálnice číslo 40 a lokální silnice číslo 224. Směřuje pak k severozápadu kopcovitou pouštní krajinou. Ústí zleva do vádí Nachal Hed.